# せり鍋

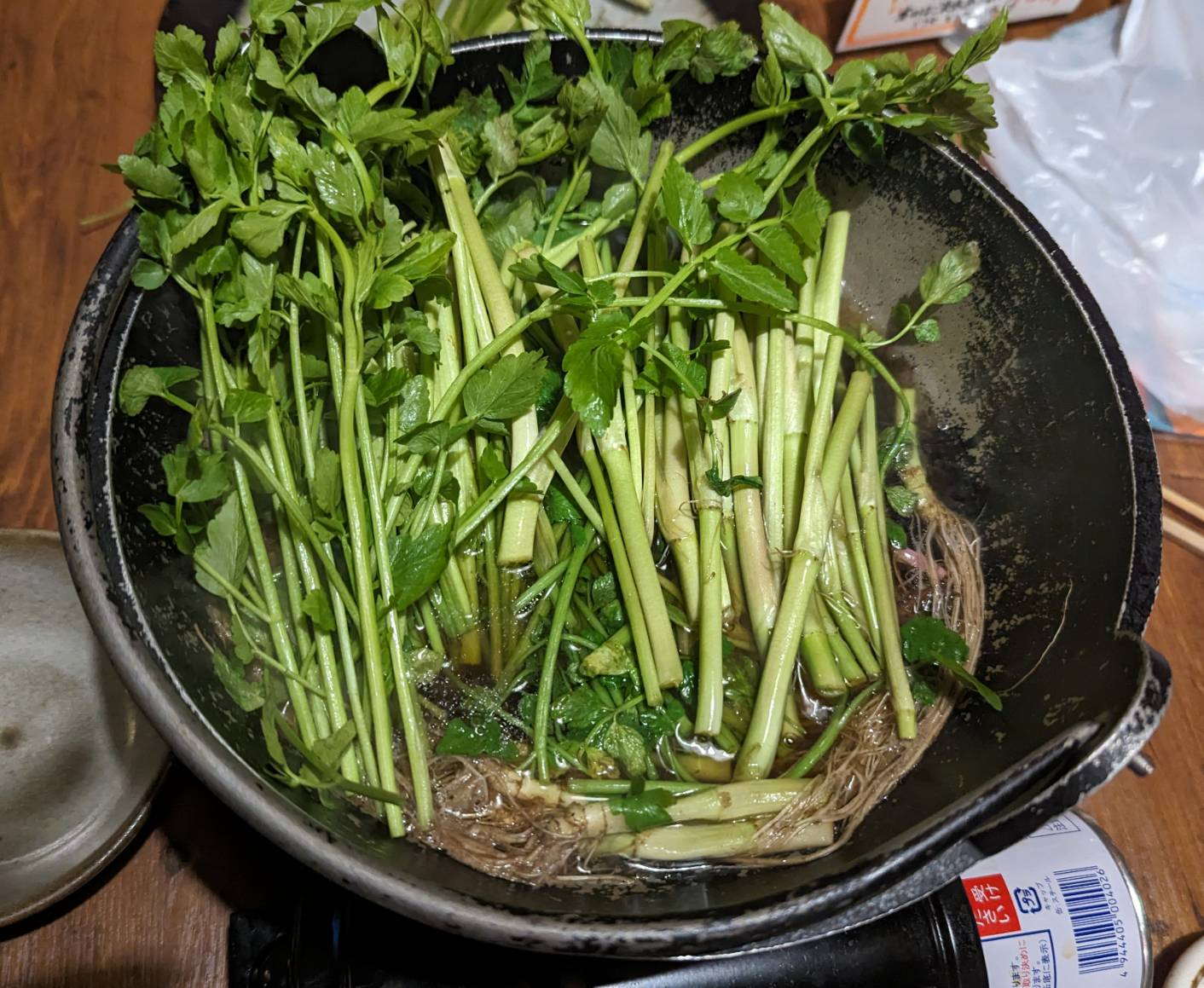
仙台名物「せり鍋」

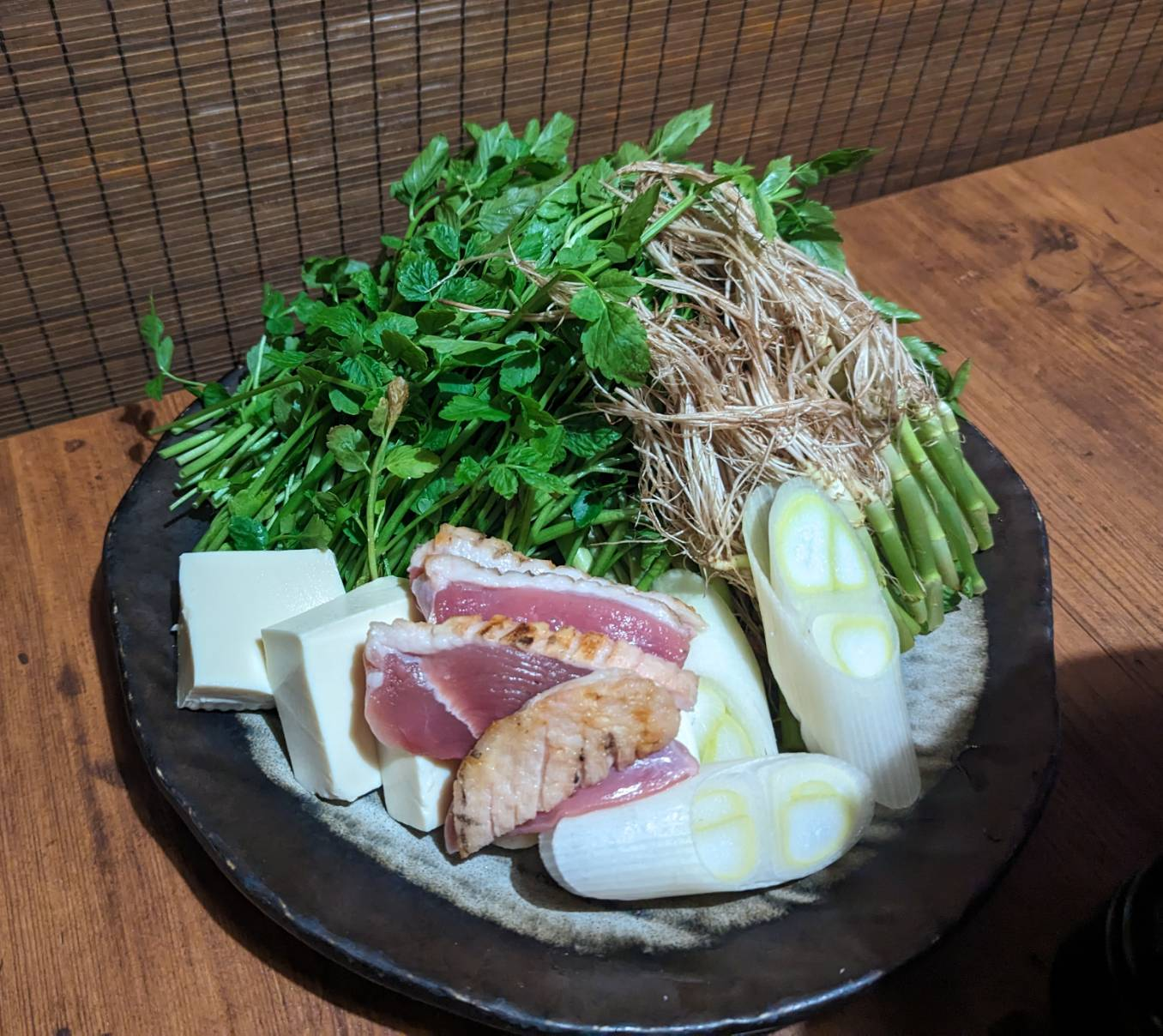
「セリ鍋」の具材

せり鍋（せりなべ）は、宮城県の特産品である仙台せりを使った鍋料理。

## 概要
宮城県は江戸時代からせりの生産が行われており、その生産量は日本一である。そのせりを使ったせり鍋は2004年頃から仙台市内の居酒屋などで提供され始めたといわれている。東日本大震災後の地域復興の過程で広まった。せりは一般的に春の七草として知られるが、地元では冬季に提供されることが多い。
せりと鶏肉、または鴨肉という組み合わせが基本であり、白ねぎ、ごぼう、豆腐、油揚げといった具材を追加することもある。
出汁は醤油、みりん、酒などで味付けされた鶏ガラを基材とするものや鰹、昆布などさまざまである。